# Fordisme
 Der er for få eller ingen kildehenvisninger i denne artikel, hvilket er et problem. Du kan hjælpe ved at angive troværdige kilder til de påstande, som fremføres i artiklen.

Fordisme er et begreb som bruges for at beskrive arbejdsorganisationer med høj grad af specialisering og centralisering. Dette er en videreudvikling af taylorismen, som stammer fra ingeniøren og erhvervslivsteoretikeren Frederick Winslow Taylors teorier.
Termen «fordisme» stammer fra den amerikanske industrilederen Henry Fords samlebåndsproduktion af biler i begyndelsen af 1900-tallet; et princip udviklet for at forsyne et massemarked med generelle produkter. Fordismen havde længe også en social side. Dvs. af forretningshensyn satte Ford prisen på sine biler så lav at arbejdere også gennem afbetalingsaftaler skulle have råd til at købe bilerne de selv producerede. Derfor betalte Ford lønninger som lå over industriens gennemsnit. Han var også foregangsmand for socialt boligbyggeri, havde fokus på arbejdernes helbred, og førte kampagner for at bekæmpe drukkenskab i arbejderklassen. Under depressionen i 1920- og 30'erne blev Ford dog også tvunget til at følge almindelige markedsmekanismer som lønnedslag og opsigelser. Fordisme betegner dermed i dag hovedsagelig en standardiseret produktionsmåde.
| Erhverv og erhvervsliv | Spire Denne artikel om erhverv, erhvervsliv og arbejdsmarked er en spire som bør udbygges. Du er velkommen til at hjælpe Wikipedia ved at udvide den. |